# Унутарње резерве
„Унутарње резерве” је југословенски ТВ филм из 1986. године. Режирао га је Берислав Макаровић а сценарио је написао Казимир Кларић.

## Улоге
| Глумац             | Улога  |
| ------------------ | ------ |
| Жарко Поточњак     | Игор   |
| Славица Кнежевић   | Нена   |
| Ета Бортолаци      | Бака   |
| Драган Миливојевић | Емил   |
| Едо Перочевић      | Драгец |